# Eugenio Castellotti

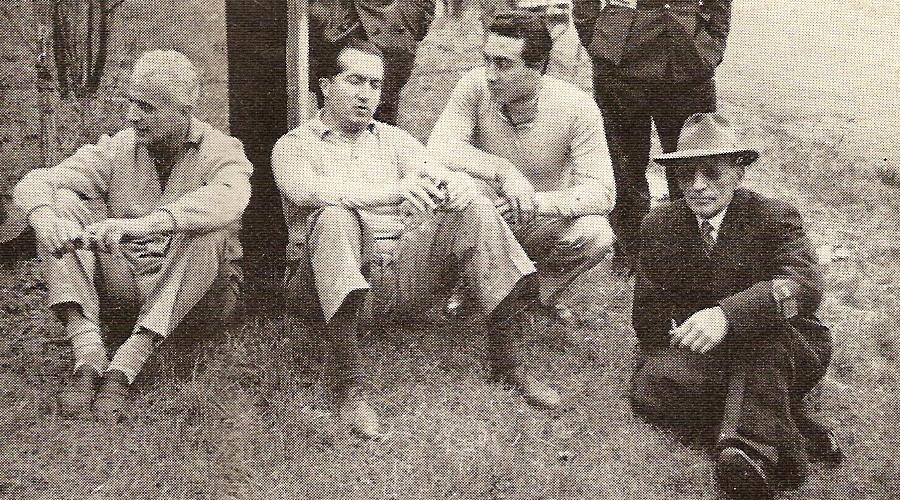
Eugenio Castellotti (tweede van rechts)

Eugenio Castellotti (Lodi, 10 oktober 1930 – Modena, 14 maart 1957) was een Formule 1-coureur uit Italië. Hij reed tussen 1955 en 1957 14 Grands Prix voor het team Ferrari. Bij de Grand Prix van België van 1955 was hij de jongste coureur ooit die een pole position behaalde op de leeftijd van 24 jaar en 238 dagen. Dit record bleef 13 jaar staan tot Jacky Ickx bij de Grand Prix van Duitsland van 1968 op de leeftijd van 23 jaar en 216 dagen een pole position haalde. Hij stierf op 26-jarige leeftijd toen hij, tijdens een test voor Ferrari voor de 12 uur van Sebring van 1957, crashte.